# Сучевенська сільська рада
Сучевенська сільська́ ра́да — адміністративно-територіальна одиниця та орган місцевого самоврядування у Глибоцькому районі Чернівецької області. Адміністративний центр — село Сучевени.

## Загальні відомості
- Населення ради: 3 336 осіб (станом на 2001 рік)

## Населені пункти
Сільській раді підпорядковані населені пункти:
- с. Сучевени
- с. Петричанка
- с. Просіка
- с. Просикуряни

## Склад ради
Рада складається з 20 депутатів та голови.
- Голова ради: Баш Аурел Ілліч
- Секретар ради: Козачук Марія Георгіївна

### Керівний склад попередніх скликань
| Прізвище, ім'я, по батькові | Основні відомості | Дата обрання | Дата звільнення |
| --------------------------- | --- | ------------ | --------------- |
| Баш Аурел Ілліч             | Сільський голова, 1967 року народження, освіта середня спеціальна, член Соціал-демократичної партії України (об'єднаної) | 26.03.2006   | 31.10.2010      |
| Баш Аурел Ілліч             | Сільський голова, 1967 року народження, освіта середня спеціальна, безпартійний                                          | 31.10.2010   |                 |

Примітка: таблиця складена за даними сайту Верховної Ради України

### Депутати
За результатами місцевих виборів 2010 року депутатами ради стали:

#### За суб'єктами висування
| Суб'єкт висування | Кількість обраних депутатів | %   |
| ----------------- | --------------------------- | --- |
| Самовисування     | 20                          | 100 |

#### За округами
| № округу | Прізвище, ім'я, по батькові   | Дата визнання обраним | Освіта             | Партійна приналежність                        | Відомості про обраного депутата                              |
| -------- | ----------------------------- | --------------------- | ------------------ | --------------------------------------------- | ------------------------------------------------------------ |
| 1        | Амарій Олена Іллівна          | 01.11.2010            | вища               | позапартійна                                  | Сучевенська сільська рада, спеціаліст                        |
| 2        | Бурла Аркадій Іванович        | 01.11.2010            | вища               | позапартійний                                 | Глибоцька ЦРЛ, сімейний лікар                                |
| 3        | Ілуцан Євгеній Васильович     | 01.11.2010            | вища               | позапартійний                                 | Глибоцька ЦРЛ, лікар-гінеколог                               |
| 4        | Сучеван Іван Ілліч            | 01.11.2010            | вища               | позапартійний                                 | пенсіонер                                                    |
| 5        | Горобець Георгій Аркадійович  | 01.11.2010            | середня спеціальна | позапартійний                                 | тимчасово не працює                                          |
| 6        | Сучеван Оксана Іванівна       | 01.11.2010            | вища               | позапартійна                                  | Сучевенська сільська рада, головний бухгалтер                |
| 7        | Василюк Георгій Аркадійович   | 01.11.2010            | середня            | член Всеукраїнського об'єднання «Батьківщина» | фермерське господарство «Роксолана», директор                |
| 8        | Сучеван Василь Георгійович    | 01.11.2010            | вища               | позапартійний                                 | Глибоцька ЦРЛ, лікар-хірург                                  |
| 9        | Сучеван Георгій Траянович     | 01.11.2010            | вища               | позапартійний                                 | Головна державна інспекція району з насінництва, начальник   |
| 10       | Фретеучан Василь Флорович     | 01.11.2010            | середня спеціальна | позапартійний                                 | Глибоцький держлісгосп, майстер                              |
| 11       | Бойко Василь Георгійович      | 01.11.2010            | вища               | позапартійний                                 | приватний підприємець                                        |
| 12       | Ніколаєвич Домніка Мірчівна   | 01.11.2010            | середня спеціальна | позапартійна                                  | Сучевенська сільська рада, бухгалтер                         |
| 13       | Борош Михайло Георгійович     | 01.11.2010            | середня            | позапартійний                                 | тимчасово не працює                                          |
| 14       | Ніколаєску Євгеній Васильович | 01.11.2010            | середня            | позапартійний                                 | тимчасово не працює                                          |
| 15       | Семенюк Валентина Георгіївна  | 01.11.2010            | середня спеціальна | позапартійна                                  | Глибоцька ЦРЛ, медична сестра                                |
| 16       | Щербань Марія Михайлівна      | 01.11.2010            | середня спеціальна | позапартійна                                  | тимчасово не працює                                          |
| 17       | Зеленько Тетяна Іванівна      | 01.11.2010            | середня            | позапартійна                                  | клуб с. Просикуряни, завідувачка                             |
| 18       | Козачук Марія Георгіївна      | 01.11.2010            | середня спеціальна | позапартійна                                  | Сучевенська сільська рада, секретар                          |
| 19       | Амарій Світлана Степанівна    | 01.11.2010            | вища               | позапартійна                                  | Петричанський психоневрологічний будинок-інтернат, бухгалтер |
| 20       | Малофій Руслан Васильович     | 01.11.2010            | вища               | позапартійний                                 | Глибоцький РЕМ, юрист-консультант                            |